# Rolf Schock-díj
A Rolf Schock-díjat Rolf Schock filozófus és művész alapította, a Svéd Királyi Tudományos Akadémia ítéli oda. Először 1993-ban adták át, Stockholmban. A díjazottak 400 000 svéd koronát kapnak. Kétévente osztják ki, négy kategóriában:
- logika és filozófia
- matematika
- képzőművészet
- zene

## A díjazottak

### Logika és filozófia
| Év   | Név                           | Ország             |
| ---- | ----------------------------- | ------------------ |
| 2020 | Dag Prawitz és Per Martin-Löf | Svédország         |
| 2018 | Szaharón Selah                | Izrael             |
| 2017 | Ruth Millikan                 | USA                |
| 2014 | Derek Parfit                  | Egyesült Királyság |
| 2011 | Hilary Putnam                 | USA                |
| 2008 | Thomas Nagel                  | Jugoszlávia / USA  |
| 2005 | Jaakko Hintikka               | Finnország         |
| 2003 | Solomon Feferman              | USA                |
| 2001 | Saul Kripke                   | USA                |
| 1999 | John Rawls                    | USA                |
| 1997 | Dana Scott                    | USA                |
| 1995 | Michael Dummett               | Egyesült Királyság |
| 1993 | Willard van Orman Quine       | USA                |

### Matematika
| Év   | Név                 | Ország             |
| ---- | ------------------- | ------------------ |
| 2020 | Nyikolaj G. Makarov | Oroszország / USA  |
| 2018 | Ronald Coifman      | USA                |
| 2017 | Richard Schoen      | USA                |
| 2014 | Yitang Zhang        | USA                |
| 2011 | Michael Aschbacher  | USA                |
| 2008 | Szemerédi Endre     | Magyarország / USA |
| 2005 | Luis Caffarelli     | Argentína          |
| 2003 | Richard P. Stanley  | USA                |
| 2001 | Elliott Lieb        | USA                |
| 1999 | Yurij Manin         | Oroszország        |
| 1997 | Szató Mikio         | Japán              |
| 1995 | Andrew Wiles        | Egyesült Királyság |
| 1993 | Elias M. Stein      | USA                |

### Képzőművészet
| Év   | Név                                  | Ország                              |
| ---- | ------------------------------------ | ----------------------------------- |
| 2020 | Francis Alÿs                         | Belgium                             |
| 2018 | Andrea Branzi                        | Olaszország                         |
| 2017 | Doris Salcedo                        | Kolumbia                            |
| 2014 | Anne Lacaton és Jean-Philippe Vassal | Franciaország                       |
| 2011 | Marlene Dumas                        | Dél-afrikai Köztársaság / Hollandia |
| 2008 | Mona Hatoum                          | LIB / Egyesült Királyság            |
| 2005 | Szedzsima Kazujo és Nisizava Rjúe    | Japán                               |
| 2003 | Susan Rothenberg                     | USA                                 |
| 2001 | Giuseppe Penone                      | Olaszország                         |
| 1999 | Jacques Herzog és Pierre de Meuron   | Svájc                               |
| 1997 | Torsten Andersson                    | Svédország                          |
| 1995 | Claes Oldenburg                      | USA                                 |
| 1993 | Rafael Moneo                         | Spanyolország                       |

### Zene
| Év   | Név                  | Ország             |
| ---- | -------------------- | ------------------ |
| 2020 | Kurtág György        | Magyarország       |
| 2018 | Barbara Hannigan     | Kanada             |
| 2017 | Wayne Shorter        | USA                |
| 2014 | Herbert Blomstedt    | Svédország / USA   |
| 2011 | Andrew Manze         | Egyesült Királyság |
| 2008 | Gidon Kremer         | Lettország         |
| 2005 | Mauricio Kagel       | Németország        |
| 2003 | Anne-Sofie von Otter | Svédország         |
| 2001 | Kaija Saariaho       | Finnország         |
| 1999 | Kronos Quartet       | USA                |
| 1997 | Jorma Panula         | Finnország         |
| 1995 | Ligeti György        | Románia / Ausztria |
| 1993 | Ingvar Lidholm       | Svédország         |

## Külső hivatkozások
- A hivatalos oldal Archiválva 2005. november 18-i dátummal a Wayback Machine-ben